# Pa de tres crostons
El pa de tres crostons o pa Dalí és una varietat catalana de pa que rep el seu nom del pintor surrealista Salvador Dalí. A diferència d'un pa normal, que té dos crostons (un en cada extrem), el pa Dalí en té tres.
Aquest pa probablement va existir abans que el pintor. La denominació pa de crostons ha estat usada històricament per fleques des de Barcelona fins a l'Empordà per referir-se a peces similars. Per exemple, segons Jaume Fàbrega, a Salt, a Banyoles i a l'Empordà, el pa de tres cantons o crostons era antigament un «pa de funerals», ja que se servia en aquestes ocasions. No obstant això, Dalí va ser qui va fer famós aquest pa perquè a principis dels anys 1970 va decidir immortalitzar-lo a les parets de la Torre Galatea del seu Teatre-Museu.
S'han conservat diverses fotografies en les quals es veu el pintor portant un barret amb la forma d'aquest pa; per exemple Dalí en una cursa de toros a Figueres, el 1961, al costat de Gala, entre d'altres.

## Característiques
El pa Dalí conté farina de blat panificable, aigua, massa mare, llevat i sal. La massa usada per al pa és la mateixa que per al pa de pagès. La massa es bolea i es reposa. Potser la part més laboriosa sigui donar-li la seva peculiar forma; per a això s'ha de modelar una mena de barret fort a força d'aplanar la massa per les vores; després, per formar els crostons, s'han de doblegar fins a tres vegades: una primera vegada, es pleguen les vores fins a formar un triangle; després, els crostons es retorcen sobre si mateixos; finalment, s'enrotllen sobre si mateixos fins a quedar enganxats a la massa.
Segons Àngel Baró, exalcalde de Cadaqués, el pa de tres crostons és un «pa gironès que ha de reposar, funyir, reposar, funyir i formar (...) No es tracta de fer-hi tres crostons i prou; era una peça de la gent rica, perquè és molt elaborat de fer. El meu pare en feia quan Dalí tenia convidats a casa seva, d'aquí li ve el seu nom de pa de Dalí, no perquè ell l'inventés». També es diu, segons Àngel Segarra del Gremi de Forners Artesans de les Comarques gironines, que un pare tenia tres filles i les tres volien el currusco del pa, així que el pare va fer aquest pa perquè totes estiguessin satisfetes.
Una vegada fornejat i servit a la taula, no cal tallar-lo amb ganivet; es parteixen manualment els crostons perquè al final del menjar quedi tan sols un centre esponjós.

## Dalí i el pa
Probablement aquest pa ja s'elaborés prèviament a Figueres, però Dalí el va adoptar com a pa arquetípic per diverses de les seves obres. En el llibre Dalícies, a taula amb Salvador Dalí (2004), Fàbrega explica que el pintor «sempre va tenir una gran afició pel pa, que es menjava amb eriçons, sardines, etc.». Es creu que Dalí va ser un «devot» del pa Dalí, i que per això el va batejar amb el seu propi nom. Cap aliment té la presència i significació en les seves obres com el pa. El pa és un tema recurrent i fetitxista en l'obra del pintor. Algunes pintures de Dalí amb pans són:
- Dona amb pa català, 1932
- Pa antropomorf, 1932
- Pa català, 1932
- Pa francès mitjà amb dos ous al plat sense el plat, a cavall, intentant sodomitzar una molla de pa portuguès, 1932
- El pa sobre el cap i el fill pròdig amb el pare, 1936
- Dos trossos de pa expressant el sentiment de l'amor, 1940

Així mateix, Dalí va pintar dos bodegons sobre cistelles de pa; el primer el 1926 i el segon el 1945. Una vegada va comentar que comparant els dos «es podia estudiar tota la història de la pintura, des de l'encant lineal del primitivisme fins a l'hiperesteticisme estereoscòpic».